# スタントタイフーン
『スタントタイフーン』(Stunt Typhoon)は、タイトーが2001年に発売したアーケード版のカーアクションゲームである。
マイナーバージョンアップ版の『スタントタイフーンプラス』についても本項で述べる。

## 概要
プレイヤーはスタントマンとなって映画のカーチェイスシーンの撮影に参加する。撮影はいくつかのシーンに分かれ、設置されているマーカーを指定された順番でタッチした後にゴール地点にたどり着くことで1シーンの撮影が完了する。全てのシーンの撮影を完了することによりゲームクリアとなり、エンディングでプレイヤーの走行を見ることができる。

### 筐体の構造
筐体は1人用でネットワークには対応していない。ハンドルとシーケンシャルのギアにサイドブレーキ、スタートボタンと視点変更ボタン、足下にアクセルとブレーキがある。
ハンドルはフォースフィードバックが掛かるほか、飛び出す方向にも動く（思いっきり衝突した時などに飛び出そうとする）。

### ゲームの流れ
プレイヤーは初級・中級・上級からプレイするコースを選び、シフトをAT/MTから選択する。TYPE-ZEROのゲームのため、データのロードで1分ほどの待ち時間が存在する。
ゲームの最初にはプレイヤーには90秒の持ち時間が与えられ、またシーンの撮影開始前にシーン番号とテイク数が書かれたカチンコが表示される。撮影開始と共に持ち時間が減少するので、点灯しているマーカーを探してタッチする。すると次のマーカーが点灯するので、今度はそのマーカーにタッチする。それを繰り返し全てのマーカーにタッチした後、ゴールエリアに入るとそのシーンの撮影が完了する。マーカーにタッチできずに通過した場合はペナルティとして持ち時間が減らされる。
各シーンを撮り終わるごとに持ち時間が一定だけ回復する。ゴールにたどり着く前に持ち時間を使い果たした場合はそこで撮影は中止となりゲームオーバーで、一定時間コンティニューするかどうかの選択が表示される。
カーチェイスなので、撮影現場には数多くの車が存在する。その車に接触すると相互のスピードやサイズの差に応じてダメージを受ける（ただし車以外の物体との接触はダメージにならない）。ダメージが100%になると走行不能となり、NGになる。NGになった場合はそのシーンの最初からやり直しになる。持ち時間は回復しない。またジャンプ台で斜めにジャンプした後に態勢を崩して横転した場合や、水のそばを走るシーンで誤って転落してしまった場合など、その他の理由で走行不能になった場合もNGになる。
最終シーンでは、ゴールエリアに入ってもクリアにならない。ゴールエリアで停車した時点でクリアになる（ゴールエリア内で停車できずに出てしまった場合もクリアにはなるが、後述の通りボーナス得点が入らない）。

### スコア
このゲームでは撮影の給料がスコアとして表示される。各シーンをクリアする毎にいくつかの要素によりスコアが加算される。
- 撮影現場に置いてある、破壊可能な物に衝突した回数 - どれがスコアになり、どれが破壊不能なのかを把握しておく事が重要になる。
- サイドブレーキターンを決める
- 敵車のそばをぶつからずに通過する（スクラッチ）
- 撮影時間を残す - 各シーンで残した撮影時間と獲得できるスコアの比率は一定なので、最初のシーンほど撮影時間を多く残す事により得られるスコアが増える（全6シーンとした場合、1シーン目で1秒多く残す事が出来れば6シーン目だけ6秒多く残すのと同じだけスコアが増える）。
- ダメージを受けなかった場合、ボーナス獲得。ダメージを受けた場合はその度合いに応じて罰金。
- 物を一個も破壊しなかった場合もボーナス。ただし、物を破壊して得られるスコアの方がこのボーナスより高くなることがほとんどである。
- 最終シーンに限り、ゴールエリア内で停車すればボーナス。ゴールエリア内で停車できないとボーナスがもらえない上に、映画のラストシーンが締まらないものになる。(撮影終了後監督に「最後は止まれと言っただろ!」と怒られる)

### シーン
本作では3つのレベルからゲームの難易度を選択することができる。
初級
パトカーに乗り、初心者向けの4WDのターボカーを使って犯人の乗る車とカーチェイスを行う。
最終シーンでは犯人の車を港に追い詰め、最後の攻防を行う。最後のゴールエリアは比較的広いので止まりやすいが、オーバースピードで突っ込むと海に落ちる。
中級
フランスで、ハンドリングはいいが、やや非力なFFのNAエンジンの車を使って今度は自分がパトカーから追い回される立場になる。
途中、列車を飛び越えるなどのダイナミックなスタントをこなした後、最後は建設中の高速道路に追い詰められる。最後のゴールエリアは車1台分しかない。
上級
アメリカで、FRターボカーを使い医者が薬を病院へ届けるというシチュエーションになる。
一つのシーンが長いのでNGを出しやすく、しかも1回でもNGを出すとほぼクリアは不可能になる。最後のゴールエリアは広いので確実に停車可能である。

## スタントタイフーンプラス
『スタントタイフーン』発売後、約2ヶ月でマイナーバージョンアップ版である『スタントタイフーンプラス』が稼働した。リリース当時のタイトーは他の大型筐体の作品でも『電車でGO!3 通勤編 ダイヤ改正』、『パワーショベルに乗ろう!EX』など、発売後短期間で細かい点を修正してマイナーバージョンアップ版を出すことが多かった。

### 主な変更点
- スコアアタックモードの追加
- コースや車両の配置の変更
  - 初級は各シーンクリア時の時間加算量が増加するなど、難易度が大幅に低下している
- スコア加算がリアルタイムに変更
- マーカーのタッチによるスコア加算
  - 連続してタッチに成功すると一個あたりのスコアが増加する
- 高速走行によるスコア加算

### スコアアタックモード
初級から上級のコースを全て走りきるスコアアタックモードが追加された。各シーンのゴールエリアはチェックポイントエリアに変更されて通過した時点でタイムが加算されるようになり、各レベルの最終シーンのゴールエリアに入った時点でレベルクリアとなる。上級でゴールすることができればゲームクリアとなる。
プレイする車両は初級の4WD、中級のFF、上級のFRから選択できる。レベルをクリアした際には一切のボーナスはないので、通常モードとはスコアの稼ぎ方が異なる。また、通常モードではシーンをクリアする毎にリセットされる車両のダメージがレベルをクリアしないとリセットされない。もしNGを出した場合は、最後にマーカーにタッチした地点から再開となる。ただしこのモードではマーカーにタッチしなくても時間にペナルティはない（得られるはずのスコアが得られない、という点ではペナルティは存在する）ので大胆なショートカットを行うことも可能である。
なお、各レベルをクリアする毎に次のレベルのコースを読み込むためのロード時間が掛かる。